# Vassili Pokotilo
Vassili Ivanovitch Pokotilo (en russe : Василий Иванович Покотило, né le 8 août 1856 à Orel et mort après le 27 mars 1919) est un général de cavalerie de l'armée impériale russe, gouverneur militaire et ataman des Cosaques de Semiretchie, des troupes cosaques de l'Oural et des Cosaques du Don. Il participe à la guerre russo-turque de 1877-1878, à la Première Guerre mondiale et à la guerre civile aux côtés du mouvement blanc. 

## Biographie
Il poursuit ses études au corps des cadets d'Oriol. Diplômé de l'Académie du génie Nicolas en 1878, il sert au rang de sous-lieutenant dans le 5e bataillon de sapeurs lors de la guerre russo-turque de 1877-1878. Le 6 août 1880 il est promu lieutenant. En 1884, il est diplômé de l'École militaire d'état-major Nicolas. Avec le rang de capitaine d'état-major il est nommé dans le district militaire du Turkestan. Le 7 décembre 1889, il est muté à la forteresse de Vyborg, puis, en 1890, au poste de chef des mouvements ferroviaires de troupes de la région de Vilna. En 1900, il prend la direction du premier corps de cadets de Saint-Pétersbourg et est promu au grade de général de division l'année suivante.
Le 11 décembre 1904, il est nommé gouverneur militaire de l'Oblast de Ferghana, le 28 juillet 1907, il est nommé gouverneur militaire de l'Oblast de Semiretchie, commandant des troupes dans la zone spécifiée et ataman des Cosaques de Semiretchie. 
En 1908, il est promu lieutenant-général et, le 16 février 1908 est victime d'un attentat à Novy Marguelan. 
Le 7 octobre 1908, il est nommé gouverneur militaire de l'Oblast d'Ouralsk, commandant des troupes de la région et ataman en chef des Cosaques de l'Oural. 
Le 1er janvier 1910, il est nommé assistant du gouverneur général du Turkestan et commandant des troupes du district militaire du Turkestan, le général de cavalerie Alexandre Samsonov. 
Le 22 octobre 1912, il est nommé ataman militaire des Cosaques du Don. Le 14 avril 1913, il est promu général de cavalerie.

## Participation à la Première Guerre mondiale
Au déclenchement de la Première Guerre mondiale il organise la formation d'unités cosaques sur le Don pour l'armée. 
Le 16 mars 1915, il est nommé ataman de campagne sous le commandement du commandant en chef suprême, tout en restant en même temps ataman militaire de l'armée du Don. Il est libéré des fonctions d'ataman de campagne en septembre 1915. En mai 1916, il est nommé chef des approvisionnements des armées du front nord et quitte le Don. 
Depuis le 20 octobre 1916 il est membre du Conseil militaire. En 1917, il est nommé membre de la Cour suprême militaire et, simultanément, le 15 janvier 1917, il est président du Comité pour le règlement des affaires de biens réquisitionnés ou détruits sur les théâtres d'opérations militaires sur ordre des autorités. 

## Révolution de février
Après la Révolution de Février, lorsque la purge du commandement de l'armée et de la marine commence, le général V.I. Pokotilo, ouvertement monarchiste, est de ceux qui perdent leur poste et le 4 avril 1917 il est limogé pour raisons de santé.

## Révolution d'octobre
Après la Révolution d'Octobre, il se range du côté du mouvement blanc. Le 10 mars 1919 il fait partie de la réserve du quartier général du commandant en chef des Forces Armées du Sud de la Russie ; depuis le 27 mars 1919, il était membre de la commission de cassation. 

## Décorations
- Ordre de Saint-Stanislas 3e classe (1880), 2e classe (1889) et 1re classe (1905)
- Ordre de Sainte-Anne, 3e classe (1885), 2e classe (1893) et 1re classe (1910)
- Ordre de Saint-Vladimir 4e classe (1896), 3e classe (1900) et 2e classe (1913)
- Ordre de l'aigle blanc (1915)